# John Boyd (attore)
John H. Boyd (New York, 22 ottobre 1981) è un attore statunitense.

## Biografia
Nato a New York, prende parte a numerose serie televisive di successo come 24 (dove ha il ruolo di Arlo Glass nell'ottava ed ultima stagione del 2010), Touch e The Carrie Diaries, rispettivamente nel 2013 e nel 2014. Dal 2014 entra a far parte del cast principale della decima stagione di Bones, dove ottiene il ruolo dell'agente dell'FBI James Aubrey. Dalla seconda stagione dell'altra serie TV FBI, in onda negli USA dal 24 settembre 2019 sulla CBS, interpreta il ruolo dell'agente Stuart Scola.

## Filmografia

### Cinema
- Stay, regia di David Brind (2005) - cortometraggio
- La scandalosa vita di Bettie Page (The Notorious Bettie Page), regia di Mary Harron (2005)
- Building Girl, regia di Shari L. Carpenter (2005)
- Follow Me, regia di Rebecca Haimowitz (2006) - cortometraggio
- Fields of Freedom, regia di David de Vries (2006)
- Lady in the Water, regia di M. Night Shyamalan (2006)
- Careless, regia di Peter Spears (2007)
- Gli ostacoli del cuore (The Greatest), regia di Shana Feste (2009)
- Mercy, regia di Patrick Hoelck (2009)
- Jelly, regia di Waleed Moursi (2010)
- Argo, regia di Ben Affleck (2012)
- Peppermint - L'angelo della vendetta (Peppermint), regia di Pierre Morel (2018)

### Televisione
- Law & Order - I due volti della giustizia (Law & Order) – serie TV, episodi 15x24 - 17x06 (2005-2006)
- Fringe – serie TV, episodio 1x07 (2008)
- 24 – serie TV, 24 episodi (2010)
- Suits – serie TV, episodio 1x02 (2011)
- Iceland – Film TV, regia di Will Gluck (2011)
- Touch – serie TV, 4 episodi (2013)
- The Carrie Diaries – serie TV, episodi 2x11 - 2x13 (2014)
- Bones – serie TV, 56 episodi (2014-2017)
- FBI – serie TV, 78 episodi (2019-in corso)
- FBI: Most Wanted – serie TV, episodio 1x09, 4x16 e 5x08  (2020-2024)
- FBI: International - serie TV, episodio 2x16 (2023)

## Doppiatori italiani
Nelle versioni in italiano delle opere in cui ha recitato, John Boyd è stato doppiato da:
- Gianfranco Miranda in FBI, FBI: Most Wanted, FBI: International
- Corrado Conforti in 24
- Gabriele Sabatini in Suits
- Edoardo Stoppacciaro in Argo
- Francesco Venditti in Bones
- Daniele Giuliani in Peppermint - L'angelo della vendetta